# Escopas de Etolia
Scopas (griego: Σκόπας) fue un general Etoliano, que sirvió tanto a su nativa Liga Etoliana en la Guerra social (220-217 a. C.) como al Egipto Ptolemaico en contra de los Seléucidas, con éxito mixto. Fue ejecutado en 196 a. C. en Alejandría por conspirar para apoderarse del poder del reino para sí mismo.

## Servicio en la Guerra Social
En el período del estallido de la Guerra Social (220-217 a. C.) ocupó una posición de liderazgo entre sus compatriotas. Era un pariente de Ariston, quien en este momento ocupaba el cargo de estrategas en el Liga Etoliana, y este último le confió la dirección principal de los asuntos. Por esta razón fue a Scopas que Dorimaco solicitó ayuda después del mal éxito de su expedición depredadora contra Mesenia y aunque no se había dado ningún pretexto para involucrar a los etolios en la guerra, estos dos generales fueron lo suficientemente valientes como para emprender la empresa por su propia cuenta.
En consecuencia, en la primavera de 220 a.C., encabezaron una expedición contra los mesenios, y no solo devastaron los territorios de estos últimos, sino que cuando enfrentaron a un ejército aqueo que venia en su contra y en defensa de los primeros, estos los derrotaron totalmente en Caphyae y efectuaron una retirada sin ser molestados (Polibio IV. 5, 6, 9, 10-13.) Esta audaz campa;a llevó naturalmente a una declaración pública de guerra por parte de Liga Aquea y su aliado Felipe V de Macedonia contra los etolios, estos últimos eligieron a Scopas como estrategos el año siguiente, y le confiaron la conducción de la guerra que él mismo había provocado. En la primavera de 219 invadió macedonia con una gran fuerza, arrasó el campo abierto de Pieria sin oposición, y habiéndose hecho dueño de Dion, no solo destruyó la ciudad, sino que incluso saqueó y quemó el célebre templo que dio nombre a la urbe. Sin embargo, descuidó la defensa de la propia Etolia, dejándola abierta a Felipe para obtener importantes ventajas por parte de Acarnanianos (Polibio IV. 27, 62; V.11). Al año siguiente (218 a.C.) fue enviado por Dorímaco (que le había sucedido en el mando supremo) con una fuerza mercenaria para ayudar al Eleano (Polibio, IV.3), pero no tenemos más información sobre sus operaciones en ese año, o durante el resto de la Guerra Social. Su nombre no vuelve a aparecer hasta el año 211 a.C., cuando lo encontramos nuevamente ocupando el cargo de general, y en ese cargo presidiendo la asamblea de los etolios, que concluyó la alianza con el romano pretor, Marco Valerio Laevino. La conquista de Acarnania fue el cebo tendido para atraer a los etolios a esta liga, y Scopas inmediatamente reunió sus fuerzas para la invasión de ese país. Pero la resuelta resistencia de los propios Acarnanianos y el avance de Felipe en su auxilio, anularon sus esfuerzos. Al año siguiente (210 a. C.) lo encontramos cooperando con Laevino en el asedio de Anticyra en Focis. Después de su captura, la ciudad fue entregada a los etolios (Livio, XXVI.24-26).

## Servicio en Egipto
Después del final de la guerra con Felipe, se nos dice que los etolios se distrajeron con disensiones civiles, y con el fin de apaciguar estos desórdenes y proporcionar algún remedio contra la carga de las deudas con las que se oprimían las principales personas del país, Scopas y Dorimaco fueron designados para reformar la constitución, en 204 AC. Ciertamente no estaban bien calificados para ser legisladores, y Scopas sólo había asumido el cargo por motivos de ambición personal; al encontrarse decepcionado de sus labores, se retiró a Alejandría. Aquí fue recibido con el mayor favor por los ministros que gobernaron durante la minoría del joven Ptolomeo V Epífanes, y designado al mando principal del ejército en Siria, donde tuvo que hacer frente a los ambiciosos planes de Antíoco el Grande. Al principio tuvo un éxito total y redujo toda la provincia de Judea en sujeción a Ptolomeo, pero luego fue derrotado por Antíoco en el batalla de Panium. Encerrándose dentro de las paredes de Sidón, después de un intento infructuoso de Ptolomeo de liberar el asedio, finalmente el hambre lo obligó a rendirse (Polibio XIII.1-2, XVI.18-19, 39; Josefo Antiguas XII.3.3; San Jerónimo, anuncio Daniel, XI, 15-16). 
A pesar de este fracaso, parece haber seguido gozando de gran favor en la corte ptolemaica, y en el 200 a. C. fue enviado a Grecia con una gran suma de dinero para reunir una fuerza mercenaria al servicio de Ptolomeo, tarea que realizó con gran éxito. Tanto para para llevar consigo a la ciudad de Alejandría un cuerpo de más de 6000 hombres de la flor de la juventud etólica (Livio XXXI.43). Su confianza en el apoyo de una fuerza tan grande, unida a sus propias habilidades, y la vasta riqueza que había acumulado al servicio del rey egipcio, parece haber encendido su ambición y lo llevó a concebir el plan de apoderarse de fuerza sobre la administración principal del reino. Pero sus proyectos fueron descubiertos antes de que estuvieran maduros para su ejecución, y una fuerza fue enviada por Aristomenes, el primer ministro de Ptolomeo, para arrestarlo. Scopas fue tomado por sorpresa y no pudo ofrecer ninguna resistencia. De inmediato fue llevado ante el consejo del joven rey, condenado a muerte y ejecutado en prisión la noche siguiente, en 196 a. C. Según Polibio, había merecido bien su destino por la rapacidad temeraria e insaciable que había mostrado durante todo el período de su residencia en Egipto.